# Fierozzo
Fierozzo (mòcheni Vlarotz) és un municipi italià, dins de la província de Trento, a la vall dels Mocheni. És habitat per la minoria germànica dels mòcheni. L'any 2007 tenia 463 habitants. Limita amb els municipis de Frassilongo, Palù del Fersina, Roncegno, Sant'Orsola Terme i Torcegno.

## Administració
| Període | Identitat     | Partit        |
| ------- | ------------- | ------------- |
| 2004-   | Diego Moltrer | Llista cívica |